# Enderby
För andra betydelser, se Enderby (olika betydelser).
Enderby är en roman av den brittiske författaren Anthony Burgess, utgiven på svenska 1975. Den består av de i original separata romanerna Inside Mr. Enderby (1963) och Enderby Outside (1968). På engelska finns ytterligare två delar av romankvartetten om Enderby: The Clockwork Testament, or Enderby's End (1974) och Enderby's Dark Lady, or No End to Enderby (1984). 

## Handling
Huvudpersonen Francis Xavier Enderby är en medelålders poet som lever ett mycket tillbakadraget liv helt ägnat åt att skriva dikter. Han övertalas att lämna sitt ensamma men litterärt produktiva ungkarlsliv av Vesta Bainbridge, redaktör för en kvinnotidning, sedan han av misstag har skickat henne en kärleksdikt istället för ett klagomål på ett recept. De gifter sig, men äktenskapet varar inte länge. Enderby drabbas av skrivkramp, försöker begå självmord och inleder sedan en ny karriär som bartender. 
I den andra delen arbetar han som bartender på ett hotell i London och får reda på att hans dikter har plagierats av popsångaren Yod Crewsy, vars band Crewsy Fixers har hans före detta hustru som manager. Crewsy mördas och Enderby blir misstänkt för mordet. Fastän oskyldig flyr han till Tanger och inleder där en jakt på poetrivalen Rawcliffe som har stulit intrigen i ett av hans diktepos och gjort om den till en skräckfilm.

## Mottagande
"Historien om skalden Enderby, som är en av vår tids bisarraste, kusligaste och mest uppsluppna pikaresker, är skriven med en förbryllande blandning av sarkasm och djup delaktighet. Ett totalt slutintryck av detta festliga diktarskap stannar inför fantasikraften, den outtömliga gestaltskapande förmågan, intelligensen, den komiska furoren, verksam med brutal kraft i en tragisk omgivning och till sist inför den språkliga vigheten, lekfullheten och lärdomen. Härvid kan ingen av de anglosaxiska diktarna mäta sig med Burgess" - Knut Ahnlund i SVD